# Suzuki
Suzuki je japonsko podjetje. Proizvajajo motorna kolesa, avtomobile in izvenkrmne ladijske motorje. Je drugi največji izvoznik motornih koles na svetu (za Hondo).

## Zgodovina
Ustanovitelj podjetja je bil Michio Suzuki, 10. februarja 1887 na jugu japonske. 1920 se je podjetje uvrstilo na borzo z imenom Suzuki Loom Manufacturing Co. Ker je bila Japonska takrat na področju avtomobilizma v primerjavi z Evropo in Ameriko zelo nerazvita, so se odločili razviti avtomobil. Vzor jim je bil Austin 7 francoske proizvodnje. To se je dogajalo tik pred drugo svetovno vojno. Ker so proizvajali tudi vojaško opremo so jih med vojno porušili. Leta 1952 so naredili svoje prvo motorno kolo (36 cm³, 1 KS). Leta 1954 so se preimenovali v Suzuki Motor Company. Leta 1955 so začeli proizvajati Suzulight, prvi uspešen avto (360 cm³, 2 valja). Z njim so vstopili na avtomobilsko tržišče. Sledil je prodor na mednarodno tržišče. Leta 1963 so ustanovili podružnico v ZDA.

## Suzuki danes
Na Japonskem imajo  6 proizvodnih obratov, razen tega pa še na Kitajskem, Tajvanu, v Indoneziji, Indiji, Pakistanu, Španiji, Egiptu in na Madžarskem. Leta 2003 so zaposlovali 14.000 ljudi.

## Njihova proizvodnja

### Mali avti
- Alto
- Swift
- drugod po svetu še Kei, Lapin in Twin

### Kompaktni avti
- Baleno
- Liana

### Športni avti
- Cappuccino

### Terenski avti
- Jimny
- Vitara
- Grand Vitara
- SX4 S-Cross

### Motorna kolesa
- Suzuki GS,
- Suzuki DR,
- Suzuki GT,
- Suzuki Intruder,
- Suzuki RV in
- mnogi drugi.